# دولبینو
دولبینو (انگلیسی: Dolbino) یک شهرک در بخش بلگورودسکی استان بلگورود کشور روسیه است.